# Campiglia Marittima
Pour les articles homonymes, voir Campiglia.
Campiglia Marittima est une commune de la province de Livourne en Toscane, Italie.

## Culture
- Parc archéologique des mines de San Silvestro

### Histoire

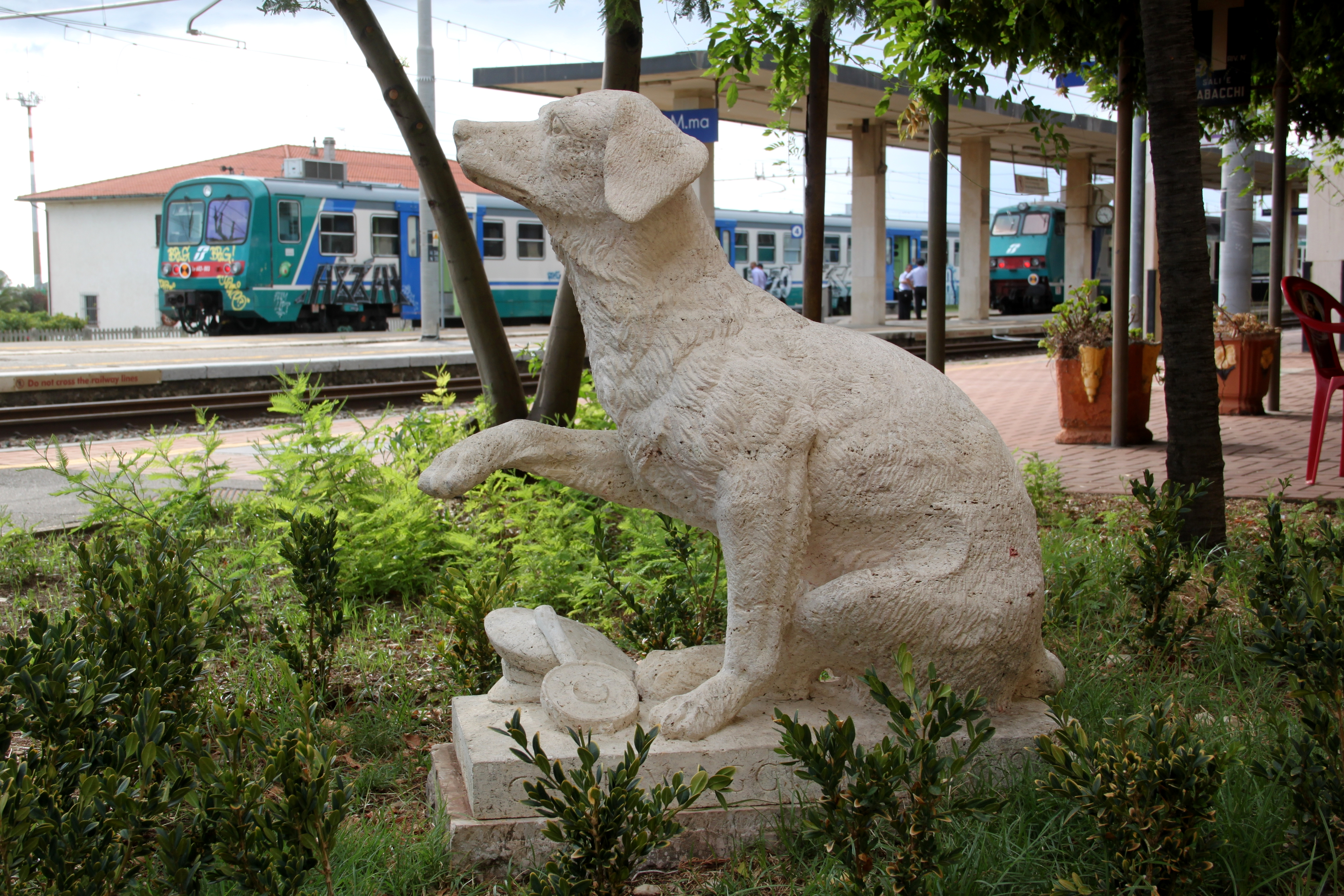
Monument de Lampo à la gare de Campiglia Marittima.

## Administration
| Période                                  | Période  | Identité               | Étiquette                  | Qualité |
| ---------------------------------------- | -------- | ---------------------- | -------------------------- | ------- |
| 14 juin 2004                             | En cours | Silvia Velo In Feltrin | Progressisti e Democratici |         |
| Les données manquantes sont à compléter. |          |                        |                            |         |

### Hameaux
Venturina Terme

### Communes limitrophes
Piombino, San Vincenzo, Suvereto

### Évolution démographique
Habitants recensés